# Andrij Lunin
Andrij Oleksijovyč Lunin (in ucraino Андрій Олексійович Лунін?; Krasnohrad, 11 febbraio 1999) è un calciatore ucraino, portiere del Real Madrid e della nazionale ucraina.

## Biografia
Suo padre, Aleksey, si occupa di tutelare la carriera del figlio nelle vesti di manager. Dopo cinque anni di fidanzamento, nel 2021 sposa la propria fidanzata Anastasia Tamazova.
Lunin ha aiutato il giovane calciatore Kirill Romanchenko a fuggire da Charkiv (devastata dalla guerra in Ucraina) insieme alla madre e alla nonna in modo che vengano ospitati a Oviedo.

## Caratteristiche tecniche
Portiere dalle grandi doti fisiche, eccelle nei riflessi e nella distribuzione del pallone. È capace di eseguire le sue parate anche con movimenti contenuti, inoltre ha un ottimo stacco aereo che gli torna utile nelle anticipazioni. È reputato una delle promesse del calcio europeo. In svariate occasioni si è rivelato all'altezza di saper parare anche i calci di rigore.

## Carriera

### Club

#### Gli inizi in Ucraina
Cresciuto nelle giovanili del Metalist e del Dnipro, esordisce con il Dnipro il 16 ottobre 2016 in occasione della partita di campionato pareggiata per 1-1 contro il Karpaty. Nella stagione d'esordio, in una società sull'orlo del fallimento, riesce a concludere 10 partite di campionato con la porta inviolata. Alla fine saranno 23 i gol subiti. Il sesto posto finale della squadra in campionato sarà annullato dalla giustizia sportiva, che decurta 42 punti al Dnipro, facendolo retrocedere in terza serie.
Il 6 luglio 2017 si trasferisce allo Zorja, dove è il titolare designato e ha modo di giocare anche l'Europa League, dove ottiene con i compagni una vittoria in casa dell'Athletic Bilbao mantenendo la porta inviolata.

#### Real Madrid
Dopo un'ottima stagione nelle file della compagine di Luhans'k attira le attenzioni dei maggiori club europei. Il 22 giugno firma con il Real Madrid un contratto valido fino al 2023 con opzione di prolungamento per una sesta stagione, a decorrere dal 1º luglio 2018. Il Real versa nelle casse del club ucraino 8,5 milioni di euro più 4 di bonus per il suo cartellino.

#### Vari prestiti: Leganes, Real Valladolid e Real Oviedo
Il 27 agosto il club madrileno lo cede in prestito annuale al Leganés. Lunin esordisce nella Primera División il 10 novembre 2018 sostituendo l'infortunato Iván Cuéllar negli ultimi minuti della partita pareggiata per 0-0 in casa del Girona. Esordisce come titolare il 23 novembre successivo, nella partita vinta per 1-0 in casa contro l'Alavés.
Il 13 agosto 2019 viene ceduto in prestito secco al Real Valladolid. Finito anticipatamente il prestito, il 15 gennaio 2020 viene ceduto in prestito secco al Real Oviedo.

#### Ritorno al Real Madrid
Il 20 gennaio 2021, fa il suo debutto con il Real Madrid nella sfida valida per il terzo turno di Coppa del Re, persa per 2-1 ai supplementari contro l'Alcoyano. Vince il suo primo trofeo con gli spagnoli il 16 gennaio 2022, in occasione della Supercoppa di Spagna, vinta 2-0 in finale contro l'Athletic Bilbao, anche se non scende in campo. L'8 maggio successivo, esordisce in campionato, già vinto, nel Derby di Madrid contro l'Atlético, valido per la trentaseiesima giornata, perso per 1-0. Venti giorni dopo vince la Champions League in finale contro il Liverpool, senza però scendere in campo.
Nella stagione successiva, viene impiegato maggiormente visto anche l'infortunio del titolare Thibaut Courtois, facendo, il 5 ottobre 2022, il suo debutto in Champions League nella gara casalinga contro lo Šachtar Donec'k (2-1). A febbraio 2023, scende in campo durante il Mondiale per Club, vinto in finale contro l'Al-Hilal (5-3). Conclude l'annata con ben 12 presenze e 13 reti subite, portandosi a casa anche la Supercoppa UEFA e la Coppa del Re.
Nel 2023-2024, complice l'infortunio al crociato occorso a Courtois, da novembre diventa titolare del club madrileno superando nelle gerarchie anche Kepa. Il 14 gennaio 2024 gioca la finale di Supercoppa vinta per 4-1 contro il Barcellona, vincendo per la seconda volta il torneo. Anche in Champions League si rivela fondamentale con due ottima prestazione nel ritorno degli ottavi di finale contro il RB Lipsia vinti per un totali di 2-1 e nel ritorno dei quarti di finale contribuendo alla vittoria contro il Manchester City, dove ai tiri di rigore neutralizza dagli undici metri sia Mateo Kovačić che Bernardo Silva. Gioca da titolare anche le due gare si semifinale contro il Bayern Monaco vinte per un totale di 4-3. È però costretto ad andare in panchina nella finale del 1º giugno vinta per 2-0 contro il Borussia Dortmund a causa di una violenta influenza, arrivando a Londra solamente due giorni prima della gara, venendo comunque convocato e conquistando per la seconda volta la coppa. Conclude la stagione con ben 31 presenze e 32 reti subite.

### Nazionale
Viene convocato per la prima volta dalla nazionale maggiore nel giugno del 2017 per le sfide contro Malta e Finlandia dove però non scende in campo. Esordisce con la nazionale il 3 marzo 2018 nella gara amichevole pareggiata 1-1 contro l'Arabia Saudita. La sua prima vittoria con la maglia della nazionale avviene nella partita successiva vincendo per 4-1 contro l'Albania in un'altra amichevole il 3 giugno dello stesso anno.
Con l'Under-20 ucraina prende parte al Mondiale Under-20 2019, dove gioca tutte le partite, ad eccezione della vittoria per 1-0 contro la Colombia dove in mezzo ai pali ha giocato Vladyslav Kučeruk. Scende in campo nella finale della competizione che vincono per 3-1 contro Corea del Sud per 3-1 e viene anche eletto miglior portiere del torneo vincendo il Guanto d'oro.
Uscito dal giro da titolare della nazionale, torna a vestire questa maglia nel marzo del 2024 per gli spareggi di qualificazione agli Europei 2024 dove gioca sia la semifinale vinta contro la Bosnia ed Erzegovina sia la finale contro l'Islanda entrambe terminate con la vittoria per 2-1.
Viene successivamente inserito nella lista dei convocati dal CT Serhij Rebrov. Il 16 giugno 2024 esordisce nella competizione, a Monaco di Baviera, nella prima gara del girone persa per 3-0 contro la Romania dove commette una serie di errori decisivi per l'esito della gara sia in occasione del primo gol di Stanciu sia nella seconda rete dove si fa sorprendere da un tiro di Marin.

## Statistiche

### Presenze e reti nei club
Statistiche aggiornate al 29 marzo 2025.
| Stagione           | Squadra            | Campionato         | Campionato | Campionato | Coppe nazionali | Coppe nazionali | Coppe nazionali | Coppe continentali | Coppe continentali | Coppe continentali | Altre coppe | Altre coppe | Altre coppe | Totale | Totale |
| Stagione           | Squadra            | Comp               | Pres       | Reti       | Comp            | Pres            | Reti            | Comp               | Pres               | Reti               | Comp        | Pres        | Reti        | Pres   | Reti   |
| ------------------ | ------------------ | ------------------ | ---------- | ---------- | --------------- | --------------- | --------------- | ------------------ | ------------------ | ------------------ | ----------- | ----------- | ----------- | ------ | ------ |
| 2016-2017          | Dnipro             | PL                 | 22         | -22        | CU              | 3               | -1              |                    | -                  | -                  |             | -           | -           | 25     | -23    |
| 2017-2018          | Zorja              | PL                 | 29         | -41        | CU              | 1               | -4              | UEL                | 6                  | -9                 |             | -           | -           | 26     | -38    |
| 2018-2019          | Leganés            | PD                 | 5          | -5         | CR              | 0               | 0               | -                  | -                  | -                  | -           | -           | -           | 5      | -5     |
| 2019-gen. 2020     | Real Valladolid    | PD                 | 0          | 0          | CR              | 2               | -1              | -                  | -                  | -                  | -           | -           | -           | 2      | -1     |
| gen.-giu. 2020     | Real Oviedo        | SD                 | 20         | -20        | CR              | 0               | 0               | -                  | -                  | -                  | -           | -           | -           | 20     | -20    |
| 2020-2021          | Real Madrid        | PD                 | 0          | 0          | CR              | 1               | -2              | UCL                | 0                  | 0                  | SS          | 0           | 0           | 1      | -2     |
| 2021-2022          | Real Madrid        | PD                 | 2          | -2         | CR              | 2               | -2              | UCL                | 0                  | 0                  | SS          | 0           | 0           | 4      | -4     |
| 2022-2023          | Real Madrid        | PD                 | 7          | -7         | CR              | 1               | 0               | UCL                | 2                  | -2                 | SS+SU+Cmc   | 0+0+2       | 0+0+ -4     | 12     | -13    |
| 2023-2024          | Real Madrid        | PD                 | 21         | -17        | CR              | 1               | -4              | UCL                | 8                  | -10                | SS          | 1           | -1          | 31     | -32    |
| 2024-2025          | Real Madrid        | PD                 | 5          | -7         | CR              | 4               | -4              | UCL                | 2                  | -4                 | SU+SS+Cmc   | 0           | 0           | 11     | -16    |
| Totale Real Madrid | Totale Real Madrid | Totale Real Madrid | 35         | -33        |                 | 9               | -12             |                    | 12                 | -16                |             | 3           | -5          | 59     | -66    |
| Totale Carriera    | Totale Carriera    | Totale Carriera    | 111        | -121       |                 | 15              | -18             |                    | 18                 | -25                |             | 3           | -5          | 147    | -169   |

### Cronologia presenze e reti in nazionale
| Cronologia completa delle presenze e delle reti in nazionale ― Ucraina | Cronologia completa delle presenze e delle reti in nazionale ― Ucraina | Cronologia completa delle presenze e delle reti in nazionale ― Ucraina | Cronologia completa delle presenze e delle reti in nazionale ― Ucraina | Cronologia completa delle presenze e delle reti in nazionale ― Ucraina | Cronologia completa delle presenze e delle reti in nazionale ― Ucraina | Cronologia completa delle presenze e delle reti in nazionale ― Ucraina | Cronologia completa delle presenze e delle reti in nazionale ― Ucraina |
| Data                                                                   | Città                                                                  | In casa                                                                | Risultato                                                              | Ospiti                                                                 | Competizione                                                           | Reti                                                                   | Note                                                                   |
| ---------------------------------------------------------------------- | ---------------------------------------------------------------------- | ---------------------------------------------------------------------- | ---------------------------------------------------------------------- | ---------------------------------------------------------------------- | ---------------------------------------------------------------------- | ---------------------------------------------------------------------- | ---------------------------------------------------------------------- |
| 23-3-2018                                                              | Marbella                                                               | Arabia Saudita                                                         | 1 – 1                                                                  | Ucraina                                                                | Amichevole                                                             | -1                                                                     |                                                                        |
| 3-6-2018                                                               | Zurigo                                                                 | Albania                                                                | 1 – 4                                                                  | Ucraina                                                                | Amichevole                                                             | -1                                                                     |                                                                        |
| 20-11-2018                                                             | Adalia                                                                 | Turchia                                                                | 0 – 0                                                                  | Ucraina                                                                | Amichevole                                                             | -                                                                      |                                                                        |
| 10-9-2019                                                              | Dnipropetrovsk                                                         | Ucraina                                                                | 2 – 2                                                                  | Nigeria                                                                | Amichevole                                                             | -2                                                                     |                                                                        |
| 14-11-2019                                                             | Zaporižžja                                                             | Ucraina                                                                | 1 – 0                                                                  | Estonia                                                                | Amichevole                                                             | -                                                                      |                                                                        |
| 11-11-2020                                                             | Chorzów                                                                | Polonia                                                                | 2 – 0                                                                  | Ucraina                                                                | Amichevole                                                             | -2                                                                     |                                                                        |
| 8-6-2022                                                               | Dublino                                                                | Irlanda                                                                | 0 – 1                                                                  | Ucraina                                                                | UEFA Nations League 2022-2023 - 1º turno                               | -                                                                      |                                                                        |
| 24-9-2022                                                              | Erevan                                                                 | Armenia                                                                | 0 – 5                                                                  | Ucraina                                                                | UEFA Nations League 2022-2023 - 1º turno                               | -                                                                      |                                                                        |
| 27-9-2022                                                              | Cracovia                                                               | Ucraina                                                                | 0 – 0                                                                  | Scozia                                                                 | UEFA Nations League 2022-2023 - 1º turno                               | -                                                                      |                                                                        |
| 21-3-2024                                                              | Zenica                                                                 | Bosnia ed Erzegovina                                                   | 1 – 2                                                                  | Ucraina                                                                | Qual. Euro 2024                                                        | -1                                                                     | 90+6’                                                                  |
| 26-3-2024                                                              | Breslavia                                                              | Ucraina                                                                | 2 – 1                                                                  | Islanda                                                                | Qual. Euro 2024                                                        | -1                                                                     |                                                                        |
| 11-6-2024                                                              | Chișinău                                                               | Moldavia                                                               | 0 – 4                                                                  | Ucraina                                                                | Amichevole                                                             | -                                                                      |                                                                        |
| 17-6-2024                                                              | Monaco di Baviera                                                      | Romania                                                                | 3 – 0                                                                  | Ucraina                                                                | Euro 2024 - 1º turno                                                   | -3                                                                     |                                                                        |
| 20-3-2025                                                              | Murcia                                                                 | Ucraina                                                                | 3 – 1                                                                  | Belgio                                                                 | UEFA Nations League 2024-2025 - Play-off                               | -1                                                                     |                                                                        |
| 23-3-2025                                                              | Genk                                                                   | Belgio                                                                 | 3 – 0                                                                  | Ucraina                                                                | UEFA Nations League 2024-2025 - Play-off                               | -3                                                                     |                                                                        |
| 10-6-2025                                                              | Toronto                                                                | Nuova Zelanda                                                          | 1 – 2                                                                  | Ucraina                                                                | Amichevole                                                             | -1                                                                     |                                                                        |
| Totale                                                                 |                                                                        | Presenze                                                               | 16                                                                     |                                                                        | Reti                                                                   | -16                                                                    |                                                                        |

## Palmarès

### Club

#### Competizioni nazionali
- Supercoppa di Spagna: 2

Real Madrid: 2022, 2024
- Campionato spagnolo: 2

Real Madrid: 2021-2022, 2023-2024
- Coppa di Spagna: 1

Real Madrid: 2022-2023

#### Competizioni internazionali
- UEFA Champions League: 2

Real Madrid: 2021-2022, 2023-2024
- Supercoppa UEFA: 2

Real Madrid: 2022, 2024
- Coppa del mondo per club: 1

Real Madrid: 2022
- Coppa Intercontinentale FIFA: 1  (record)

Real Madrid: 2024

### Nazionale
- Campionato mondiale Under-20: 1

Polonia 2019

### Individuale
- Guanto d'oro del campionato del mondo Under-20: 1

Polonia 2019